# João Resende Costa
João Resende Costa SDB (* 19. Oktober 1910 in Borda da Mata im Bundesstaat Minas Gerais in Brasilien; † 21. Juli 2007) war ein römisch-katholischer Ordensgeistlicher und Erzbischof von Belo Horizonte.

## Leben
João Resende Costa studierte von 1927 bis 1929 Philosophie in Lavrinhas und trat 1928 dem Orden der Salesianer Don Boscos bei. Er studierte ab 1932 Theologie an der Päpstlichen Universität Gregoriana und wurde dort 1937 promoviert. Am 28. Juli 1935 empfing er die Priesterweihe in der Basilika des Hl. Ignatius von Loyola. In der Ordensgemeinschaft war er Direktor des Lyceums Coração de Jesus in São Paulo, Rektor des salesianischen Seminars für Theologie in São Paulo. Von 1948 bis 1952 war er Provinzial der Provinz São Paulo. 1952 wurde er Mitglied des Generalrats des Ordens in Turin.
Am 25. Februar 1953 wurde er von Papst Pius XII. zum Bischof von Ilhéus ernannt. Am 24. Mai desselben Jahres erfolgte die Bischofsweihe durch den Erzbischof von São Paulo, Carlos Carmelo Kardinal de Vasconcelos Motta. Mitkonsekratoren waren der Bischof von Corumbá, Orlando Chaves SDB, und Antônio Campelo de Aragão SDB, Weihbischof in Cuiabá. Sein Wappenspruch lautete „In Lauden Gloriae Dei“. Am 19. Juli 1957 wurde er zum Koadjutorerzbischof des Erzbistums Belo Horizonte sowie zum Titularerzbischof von Martyropolis ernannt. Er nahm an allen vier Sitzungsperioden des Zweiten Vatikanischen Konzils als Konzilsvater teil.
Mit dem Tod Antônio dos Santos Cabrals am 15. November 1967 trat er dessen Nachfolge als Erzbischof von Belo Horizonte an. 1968 nahm er an der Bischofskonferenz in Medellín teil, 1977 an der Bischofssynode. Er war Großkanzler der Katholischen Universität von Minas. Am 2. Mai 1986 gab Papst Johannes Paul II. seinem altersbedingten Rücktrittsgesuch statt. João Resende Costa lag seit Ende 2004 im Krankenhaus Madre Tereza in Belo Horizonte, wo er 2007 im Alter von 96 Jahren einer Ateminsuffizienz erlag.